# Puntius partipentazona
Puntigrus partipentazona es una especie de peces de la familia de los Cyprinidae en el orden de los Cypriniformes.

## Morfología
Los machos pueden llegar alcanzar los 4 cm de longitud total.

## Hábitat
Es un pez de agua dulce.

## Distribución geográfica
Se encuentra en los ríos Mekong, Chao Phraya y Mae Khlong. También en Malasia y al sureste de Tailandia y Camboya.